# Piaf (voilier)
Pour les articles homonymes, voir Piaf.
Le Piaf est une classe de dériveur léger de 3,75 m, assez proche du Zef et de la Caravelle.
Il a été plutôt prévu pour un programme familial avec la possibilité de mettre un petit moteur pour aller à la pêche (limité à 4 ch).

## Historique
Le premier modèle du Piaf est né en 1965 et a été construit à cette époque par Staem-Marine. Cette première version a une dérive sabre. Le pont avant est en bois ainsi que de nombreux autres éléments (banc, liston, coffre avant, safran, dérive…). La coque était moulée en polyester et fibre de verre. Le mât et la bôme sont en aluminium. Ce 1er modèle ne pèse que 85 kg. Les éléments en bois lui valent une plus fière allure et une meilleure cote en occasion, mais c'est aussi une contrainte au niveau de l'entretien.
Une 2e version fut construite par Spair-Marine à partir des années 1970, le pont et les bancs sont alors en polyester et fibre de verre, le bateau est presque entièrement contre-moulé. La dérive est dorénavant pivotante (plus pratique). Cette nouvelle version est moins sportive que la 1re car le Piaf pèse maintenant 125 kg et que sa surface de voilure est passée de 9,25 m2 à 8,32 m2. Elle perd aussi une place, homologuée pour seulement 3 passagers contre 4 sur le modèle de Steam-Marine.